# مانوج کی. جایان
مانوج کی. جایان (انگلیسی: Manoj K. Jayan؛ زادهٔ ۱۵ مارس ۱۹۶۶) هنرپیشه اهل هند است.
وی برندهٔ جوایزی همچون جایزه فیلم‌فیر جنوب شده‌است.

## فیلم‌شناسی
- کلئوپاترا
- فانتوم
- دسامبر
- زمستان
- زمان
- شهر هوشمند
- عکاس
- بیلا ۲
- تو
- بازی
- سوپر
- فرمانده
- شجاعت
- مالیکاپورام
- قلعه‌ای در هوا